# Вітон (Міннесота)
Вітон (англ. Wheaton) — місто (англ. city) в США, в окрузі Траверс штату Міннесота. Населення — 1460 осіб (2020).

## Географія
Вітон розташований за координатами 45°48′21″ пн. ш. 96°29′53″ зх. д. / 45.80583° пн. ш. 96.49806° зх. д. (45.805786, -96.498041).  За даними Бюро перепису населення США в 2010 році місто мало площу 4,65 км², уся площа — суходіл.

## Демографія
Згідно з переписом 2010 року, у місті мешкали 1424 особи в 655 домогосподарствах у складі 370 родин. Густота населення становила 306 осіб/км².  Було 834 помешкання (179/км²).
Расовий склад населення:
| - 97,4 % — білих - 0,7 % — корінних американців - 0,6 % — чорних або афроамериканців - 0,1 % — вихідців з тихоокеанських островів - 0,1 % — азіатів |

До двох чи більше рас належало 1,0 %. Частка іспаномовних становила 1,5 % від усіх жителів.
За віковим діапазоном населення розподілялося таким чином: 20,4 % — особи молодші 18 років, 48,1 % — особи у віці 18—64 років, 31,5 % — особи у віці 65 років та старші. Медіана віку мешканця становила 49,5 року. На 100 осіб жіночої статі у місті припадало 89,4 чоловіків;  на 100 жінок у віці від 18 років та старших — 87,3 чоловіків також старших 18 років.
Середній дохід на одне домашнє господарство  становив 56 480 доларів США (медіана — 45 733), а середній дохід на одну сім'ю — 72 377 доларів (медіана — 63 571). Медіана доходів становила 40 924 долари для чоловіків та 34 444 долари для жінок. За межею бідності перебувало 10,7 % осіб, у тому числі 14,1 % дітей у віці до 18 років та 6,8 % осіб у віці 65 років та старших.
Цивільне працевлаштоване населення становило 703 особи. Основні галузі зайнятості: освіта, охорона здоров'я та соціальна допомога — 31,4 %, роздрібна торгівля — 12,8 %, сільське господарство, лісництво, риболовля — 11,0 %.